# Солнечные сутки

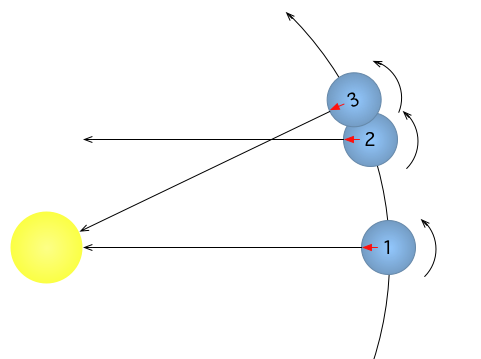
(1) — начальное положение тела; (2) — положение, соответствующее одному обороту вокруг собственной оси; (3) — положение по прошествии одних солнечных суток

Со́лнечные су́тки — промежуток времени, за который небесное тело совершает 1 поворот вокруг своей оси относительно центра Солнца.[уточнить]
Более строго, это промежуток времени между двумя одноимёнными (верхними или нижними) кульминациями (прохождениями через меридиан) центра Солнца в данной точке Земли (или иного небесного тела).
Солнечные сутки не равны периоду вращения Земли вокруг своей оси (звёздным суткам). Вследствие обращения Земли вокруг Солнца последнее каждый день занимает несколько другое положение для земного наблюдателя на небесной сфере.

## Почему у Земли солнечные сутки длиннее звёздных
Вращение Земли происходит с запада на восток, соответственно, для наблюдателя на Земле светила двигаются по небу с востока на запад. Вместе с тем, Земля совершает не только обороты вокруг своей оси, но и витки вокруг Солнца, причём и то, и другое в одну и ту же сторону (либо одинаково против часовой стрелки для наблюдателя над северным полюсом, из-под северного неба, либо одинаково по часовой стрелке для наблюдателя над южным полюсом, из-под южного неба). Для отдалённых звёзд оба этих вращательных движения Земли складываются, ускоряя проворачиваемость условной «небесной сферы». На гораздо более близком Солнце огибающее его нелинейное движение Земли сказывается следующим образом: Земле требуется «докрутиться» примерно на 1 дополнительный градус от полного оборота вокруг собственной оси после каждых звёздных суток, чтобы Солнце довершило для земного наблюдателя полное суточное движение по небу. Для земного же наблюдателя это явление выглядит как «отставание» Солнца от звёзд, «пропускание вперёд» звёзд в общем суточном движении светил по небу с востока на запад, либо вовсе как годовое движение Солнца в противоположном направлении, с запада на восток по эклиптике и зодиакальным созвездиям (на каковом концепте и основана астрология и вера в гороскопы).

## Вычисление солнечных и звёздных суток
Точный период вращения Земли можно измерить, взяв в качестве точки отсчёта какую-либо «неподвижную звезду» (то есть находящуюся настолько далеко, что движение Земли практически не изменяет направление на звезду). Этот период называется звёздными сутками, он равен Тз ≈ 23ч56м4,090 530 833с = 86 164,090 530 833 с (на 1 января 2000 года), то есть почти на 4 минуты меньше обычных стандартных суток. В год укладывается ровно на 1 звёздные сутки больше, чем количество солнечных суток (соответственно 366,242 и 365,242) — это легко понять, заметив, что за год Солнце делает ровно один обход по небу, в результате число оборотов Земли относительно Солнца за год ровно на 1 меньше, чем число оборотов Земли относительно неподвижных звёзд. Таким образом, средняя за год продолжительность солнечных суток Tc связана с периодом вращения Земли Тз и периодом её орбитального обращения вокруг Солнца Т следующим соотношением:
Т / Тс = Т / Тз − 1, или
1 / Тс = 1 / Тз − 1 / T.
Это соотношение справедливо для любой планеты, чьё направление вращения вокруг своей оси совпадает с направлением её обращения вокруг Солнца (точнее, если векторы соответствующих угловых скоростей составляют острый угол). Если эти направления противоположны (угол тупой), то знак минус в соотношениях меняется на плюс.
Началом истинных солнечных суток на данном меридиане Земли (местной истинной солнечной полночью) считается момент нижней кульминации истинного Солнца. Истинное местное солнечное время на данном меридиане численно равно часовому углу истинного Солнца, выраженному в часовой мере, плюс 12ч.

### Колебания продолжительности солнечных суток

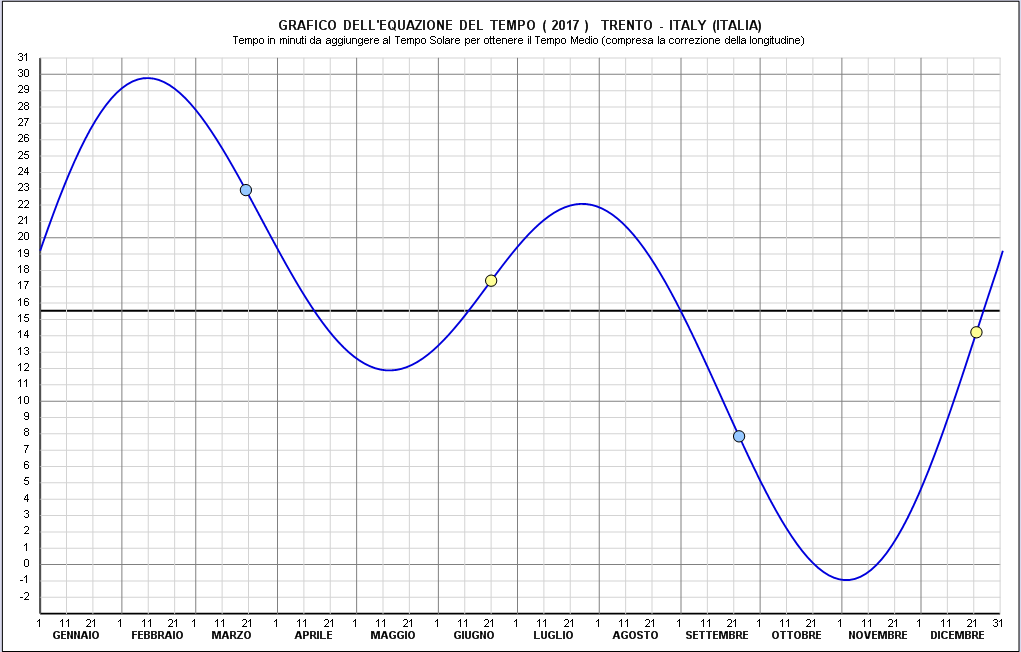
График уравнения времени

Из-за эллиптичности земной орбиты линейная скорость движения и угловая скорость вращения Земли вокруг Солнца изменяется в течение года. Медленнее всего Земля движется по орбите, находясь в афелии — самой удалённой от Солнца точке орбиты, быстрее всего — находясь в перигелии. Это является существенной причиной изменения продолжительности солнечных суток в течение года. Другой существенной причиной является наклон земной оси, который приводит к движению Солнца по небесной сфере вверх и вниз от экватора в течение года. При этом прямое восхождение Солнца вблизи равноденствий изменяется медленнее (так как Солнце движется под углом к экватору), чем во время солнцестояний, когда оно движется параллельно экватору. Так, во время весеннего равноденствия прямое восхождение истинного Солнца за сутки увеличивается примерно на 3м39с, а во время летнего солнцестояния — на 4м10с. Максимальная разница в продолжительности истинных солнечных суток в течение года составляет примерно 50 с. При этом продолжительность истинных солнечных суток зимой больше, чем летом (сезоны указаны для Северного полушария).
Колебание продолжительности солнечных суток приводит к тому, что истинное местное солнечное время (которое показывают солнечные часы) течёт неравномерно, если его сверять с механическими или электронными часами, показывающими среднее солнечное время. Разность между средним и истинным солнечным временем, называемая уравнением времени, ежегодно около 12 февраля достигает максимума (солнечные часы отстают на 14,3 мин) и начинает убывать. Около 15 мая достигается локальный минимум (солнечные часы уходят вперёд на 3,8 мин), 27 июля — локальный максимум (отставание на 6,4 мин). Около 4 ноября уравнение времени достигает минимума за весь год: солнечные часы уходят вперёд на 16,4 минуты.

### Средние солнечные сутки
Чтобы не учитывать эту переменность в повседневной жизни, используют средние солнечные сутки, привязанные к так называемому среднему экваториальному Солнцу — условной точке, движущейся равномерно по небесному экватору (а не по эклиптике, как реальное Солнце) и совпадающей с центром Солнца в момент весеннего равноденствия. Период обращения среднего Солнца по небесной сфере равен тропическому году.
Началом средних солнечных суток на данном меридиане принимается момент нижней кульминации среднего экваториального солнца (средняя полночь).
Продолжительность средних солнечных суток не подвержена периодическим изменениям, как продолжительность истинных солнечных суток, но она монотонно изменяется в связи с изменением периода осевого вращения Земли и (в меньшей степени) с изменением длительности тропического года, увеличиваясь примерно на 0,0014 секунды в столетие. Так, длительность средних солнечных суток в начале 2000 года была равна 86400,002 секунды. Здесь в качестве единицы измерения указана именно секунда СИ, определённая с использованием внутриатомного периодического процесса, а не средняя солнечная секунда, которая по определению равна 1/86 400 части средних солнечных суток и, следовательно, также не является постоянной.

### Введение поправок
Хотя средние солнечные сутки не являются, строго говоря, неизменной единицей времени, но повседневная жизнь людей связана именно с ними. В связи с накоплением поправки к длительности суток в среднем солнечном времени по отношению к равномерному атомному времени, иногда приходится добавлять к атомной шкале UTC так называемую високосную секунду, чтобы восстановить привязку этой шкалы к солнечной шкале времени UT. Теоретически возможно и вычитание високосной секунды, так как вращение Земли в принципе не обязано постоянно замедляться.

## Солнечные сутки на других планетах и спутниках

### Луна
Средние солнечные сутки на Луне равны среднему синодическому месяцу (среднему промежутку между двумя одинаковыми фазами Луны, например, полнолуниями) — 29 суток 12 часов 44 минуты 2,82 секунды. Истинные солнечные сутки могут отклоняться от средних на 13 часов в обе стороны, что связано как с неравномерностью движения Земли по орбите, так и с наклоном орбиты Луны к эклиптике, с эллиптичностью её орбиты и с наклоном оси вращения Луны к плоскости орбиты (см. также Либрация).

### Другие спутники планет
Как и в случае Луны, большинство спутников планет в Солнечной системе вследствие приливного захвата имеют орбитальный период, равный периоду осевого вращения. Таким образом, для этих спутников средние солнечные сутки близки к периоду обращения вокруг планеты (но не равны ему). Исключениями являются самые внешние спутники планет-гигантов (например, Феба), а также Гиперион, который вращается вокруг своей оси хаотически.

### Планеты
Меркурий обходит вокруг Солнца за 87,97 дня, а вокруг своей оси делает полный оборот за 58,65 дня (эти периоды относятся как 3:2). Средний промежуток времени между двумя верхними кульминациями Солнца на этой планете равен 176 дням, что равно двум её годам. Интересно, что когда он находится вблизи перигелия, Солнце для наблюдателя на поверхности планеты может в течение 8 дней двигаться в обратном направлении, поэтому, строго говоря, привязка определения солнечных суток к кульминации в этом случае не вполне корректна.
На Венере, чей сидерический период вращения вокруг своей оси равен 243 дням — больше, чем орбитальный период (224,7 дня), средние солнечные сутки равны примерно 116,7 дня (из-за вращения в обратную сторону).
На Марсе средние солнечные сутки лишь слегка больше, чем земные. Они равны 24 ч 39 мин 35,244 с.
На газовых гигантах, не имеющих твёрдой поверхности, солнечные сутки зависят от широты — атмосфера вращается с разными скоростями на разных широтах. Ниже в качестве солнечных суток и периода вращения приняты экваториальные солнечные сутки и экваториальный период вращения.
На Юпитере сутки равны 9 часам 55 минутам 40 секундам, на Сатурне 10 часам 34 минутам 13 секундам.
На Уране, ввиду того, что его ось наклонена к оси орбиты под углом более 90 градусов, Солнце для наблюдателя на поверхности движется относительно звёзд по небесной сфере не назад (как на Земле и других планетах, у которых ось вращения расположена под острым углом к оси орбиты), а вперёд. Вследствие этого средние солнечные сутки не длиннее звёздных суток, как у других планет, а короче. В один «год» Урана (его период обращения вокруг Солнца, 30 685,4д) укладывается 42 717,7 его звёздных суток и 42 718,7 его солнечных суток, откуда средние солнечные сутки на экваторе Урана равны 17ч14м22,5с, всего на 1,5 секунды короче периода вращения.
На Нептуне солнечные сутки равны 15 часам 57 минутам 59 секундам.
У Плутона ввиду его крайней удалённости от Солнца (и, следовательно, малости угловой орбитальной скорости) средние солнечные сутки практически равны периоду вращения: 6 дней 9 часов 17 минут 36 секунд.